# DNA日

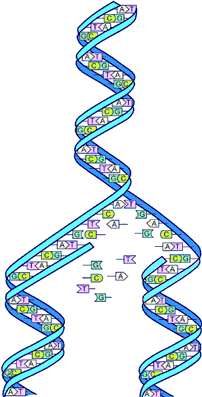
DNA复制. DNA分子的两个碱基对互补链让遗传信息的复制成为可能

DNA日（英語：DNA Day）是一个4月25日的美国假日。它纪念1953年詹姆斯·杜威·沃森、弗朗西斯·克里克、莫里斯·威爾金斯和羅莎琳·富蘭克林和同事在自然 (期刊)发表DNA结构的论文。而且在2003年四月上旬人类基因组计划被宣布接近完成，要补充剩下的空隙被认为太昂贵。